# Missinko
Missinko est un arrondissement du département du Couffo au Bénin.

## Géographie
Missinko est une division administrative sous la juridiction de la commune de Toviklin,.

## Démographie
Selon le recensement de la population effectué par l'Institut National de la Statistique Bénin en 2013, Missinko compte 8 034 habitants pour une population masculine de 3 593 contre 4 441 de femmes pour un ménage de 1 696.